# Agencija za europsku graničnu i obalnu stražu
Agencija za europsku graničnu i obalnu stražu, također poznata pod akronimom Frontex (od francuski: Frontières extérieures - vanjske granice), nekadašnje ime Europska agencija za upravljanje operativnom suradnjom na vanjskim granicama država članica Europske unije, agencija je Europske unije za sigurnost vanjske granice. Odgovorna je za kooridinaciju aktivnosti nacionalnih graničnih službi u nadzoru vanjske granice EU s državama nečlanicama. Sjedište Frontexa je u Varšavi, Poljska. 
Frontex je osnovan Uredbom Vijeća (EZ) 2007/2004, a s radom je započela 3. listopada 2005. godine. Ta je Uredba zamijenjena novom Uredbom (EU) 2016/1624 od 14. rujna 2016. o europskoj graničnoj i obalnoj straži. Naime, Europska komisija je 15. prosinca 2015. iznijela zakonodavni prijedlog uspostave europske granične i obalne straže, na temelju dotadašnje, postojećih struktura Frontexa, kao odgovor na nove izazove i političku stvarnost s kojima se u području migracije i unutarnje sigurnosti suočava EU. Europski parlament i Vijeće Europske unije odobrili su osnivanje europske granične i obalne straže.

## Nadležnosti
Frontex koordinira operativnu suradnju država članica u upravljanju vanjskim granicama. Pomaže državama članicama u obuci nacionalnih graničara, uključujući uvođenje zajedničkih standarda obuke. Provodi analizu rizika, prati istraživanja važna za kontrolu i nadzor vanjskih granica. Pomaže državama članicama u okolnostima koje zahtijevaju povećanu tehničku i operativnu pomoć na vanjskim granicama te pruža državama članicama potporu u organiziranju operacija zajedničkoga povratka.

## Vanjske poveznice
- Službene stranice  Arhivirana inačica izvorne stranice od 23. kolovoza 2007. (Wayback Machine)